# Нашота (Вісконсин)
Нашота (англ. Nashotah) — селище (англ. village) в США, в окрузі Вокеша штату Вісконсин. Населення — 1321 особа (2020).

## Географія
Нашота розташована за координатами 43°5′20″ пн. ш. 88°24′29″ зх. д. / 43.08889° пн. ш. 88.40806° зх. д. (43.088793, -88.408054).  За даними Бюро перепису населення США в 2010 році селище мало площу 4,40 км², з яких 4,32 км² — суходіл та 0,08 км² — водойми.

## Демографія
Згідно з переписом 2010 року, у селищі мешкало 1395 осіб у 517 домогосподарствах у складі 400 родин. Густота населення становила 317 осіб/км².  Було 541 помешкання (123/км²).
Расовий склад населення:
| - 96,6 % — білих - 1,4 % — азіатів - 0,5 % — корінних американців - 0,1 % — чорних або афроамериканців |

До двох чи більше рас належало 1,2 %. Частка іспаномовних становила 1,4 % від усіх жителів.
За віковим діапазоном населення розподілялося таким чином: 29,5 % — особи молодші 18 років, 58,4 % — особи у віці 18—64 років, 12,1 % — особи у віці 65 років та старші. Медіана віку мешканця становила 43,0 року. На 100 осіб жіночої статі у селищі припадало 97,0 чоловіків;  на 100 жінок у віці від 18 років та старших — 89,4 чоловіків також старших 18 років.
Середній дохід на одне домашнє господарство  становив 132 634 долари США (медіана — 93 125), а середній дохід на одну сім'ю — 159 972 долари (медіана — 127 188). Медіана доходів становила 86 042 долари для чоловіків та 59 028 доларів для жінок. За межею бідності перебувало 4,6 % осіб, у тому числі 7,7 % дітей у віці до 18 років та 2,7 % осіб у віці 65 років та старших.
Цивільне працевлаштоване населення становило 781 особа. Основні галузі зайнятості: освіта, охорона здоров'я та соціальна допомога — 31,1 %, виробництво — 15,9 %, науковці, спеціалісти, менеджери — 11,4 %, роздрібна торгівля — 9,9 %.